# Península del Sinaí
La península del Sinaí (àrab: شبه جزيرة سيناء, xibh jazīrat Sīnāʾ) és una península de forma triangular, situada a la part asiàtica del Pròxim Orient. Limita al nord amb la mar Mediterrània; a l'oest, amb l'istme de Suez, que la uneix a l'Àfrica i pel qual passa el canal de Suez; a l'est, amb la frontera entre Egipte i Israel, que la separa del desert del Nègueb, i amb la Franja de Gaza al nord-est; i al sud, amb el mar Roig. El seu vèrtex meridional s'introdueix en aquest mar definint dos golfs: a l'oest el golf de Suez i a l'est el golf d'Aqaba o d'Eilat.
Políticament, la península pertany a Egipte i administrativament està dividida en dues governacions: Sinaí del Nord i Sinaí del Sud. Abans formava una sola governació amb capital a al-Arish. En conjunt, ocupen uns 60.000 km² i tenen una població (gener de 2013) de 597.000 habitants. Tres governacions més abasten el canal de Suez, creuant a l'Egipte africà: Suez es troba a l'extrem sud del canal de Suez, Ismaïlia al centre i Port Saïd al nord.

## Nom

### Antic Egipte
Com que la península del Sinaí era la principal regió on es feia la mineria de turquesa a l'Antic Egipte, els antics egipcis l'anomenaven Biau (el «País Miner») i Khetiu Mafkat («Escales de turquesa»).

### «Sinaí» un nom cristià modern
Roland de Vaux escriu que la península va adquirir el nom de Sinaí en els temps moderns a causa de la suposició cristiana que una muntanya prop del Monestir de Santa Caterina és el Mont Sinaí bíblic.

### «Sinaí»: antigues arrels religioses?
El nom Sinaí (hebreu: סִינַי‎, Classical Syriac) pot haver derivat de l’antic déu de la lluna mesopotàmica Sin. La deïtat de la lluna Sin s'associa amb la zona, i l'antic déu de la lluna egipci Thot també s'associa amb Sin i el seu culte estava molt estès per l'extrem sud de la península del Sinaí.
The Jewish Encyclopedia (1901-0906) cita una font rabínica, el Pirke De-Rabbi Eliezer del segle VIII o IX, que deriva el nom de la paraula hebrea bíblica seneh (hebreu: סֶ֫נֶּה‎), paraula només coneguda a partir de dues ocurrències a la Bíblia hebrea, en ambdós casos referint-se a l'arbust ardent. El rabí Eliezer opina que el mont Horeb només va rebre el nom de Sinaí després que Déu s'aparegués a Moisès en forma d'un arbust ardent.

### Nom àrab
El seu nom àrab modern és سِينَاء (àrab egipci: سينا; IPA: [ˈsiːnæ]). L'àrab modern és una adopció del nom bíblic; la designació àrab del Sinaí al segle xix era Jebel el-Tūr, i es deriva el nom de la muntanya de la ciutat d'El Tor (antigament anomenada «Tur Sinaí»), el nom del qual prové del terme àrab per a la muntanya on el profeta Moisès va rebre les Taules de la Llei de Déu, per la qual cosa aquesta muntanya és designada com a Jàbal at-Tur (àrab: جبل الطّور, Jabal aṭ-Ṭūr), i la ciutat també és la capital de la governació del Sinaí del Sud d'Egipte. Com una altra paraula àrab per a «terra molt alta que s'enfila a un cim - muntanya» és «Ṭūr». A més del seu nom formal, els egipcis també s'hi refereixen com a أرض الفيروز ‘la terra de les turqueses’. Els antics egipcis l'anomenaven t3 mfk3.t, o «terra de turquesa».

## Geografia

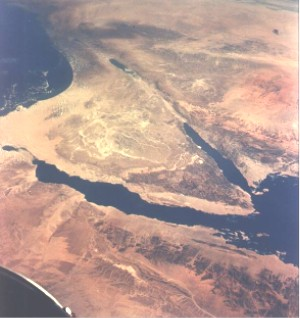
Imatge de la nau espacial Gemini 11, amb part d'Egipte i la península del Sinaí en primer pla i el Llevant al fons

El Sinaí té forma triangular, amb la seva costa nord situada al sud de la mar Mediterrània, i les seves costes sud-oest i sud-est al golf de Suez i el golf d'Àqaba de la Mar Roja. Està enllaçat amb el continent africà per l'istme de Suez, 125 km d'àmplia franja de terra, que conté el canal de Suez. L'istme oriental, que l'enllaça amb el continent asiàtic, té uns 200 km d'ample. La costa oriental de la península separa la placa aràbiga de la placa africana.
L'extrem més al sud és el Parc Nacional de Ras Muhammad.
Les dues governacions del Sinaí del Nord i del Sud tenen una població total de 597.000 habitants (gener de 2013). Aquesta xifra s'eleva a 1.400.000 en incloure el Sinaí occidental, les parts de les governacions de Port Saïd, Ismaïlia i Suez que es troben a l'est del canal de Suez. Només Port Said té una població d'aproximadament 500.000 persones (gener de 2013). Parts de les poblacions d'Ismaïlia i Suez viuen a l'oest del Sinaí, mentre que la resta viuen al costat occidental del canal de Suez. La ciutat més gran del Sinaí és Al-Arix, capital del Sinaí Nord, amb uns 160.000 habitants. Altres assentaments més grans inclouen Xarm el-Xeikh i El-Tor, a la costa sud. L'interior del Sinaí és àrid (efectivament un desert), muntanyós i poc poblat, els assentaments més grans són Santa Caterina i Nekhel.
La seva superfície és de 58.842 km², i la seva població és aproximadament de 65.000 habitants a Janub Sina', i 314.000 a Shamal Sina'  (el 1975 la població total era de 40.000 persones). La majoria de la població està formada per beduïns, tot i que també hi ha alguns nuclis de població, sent els més importants el-Arish, situada a la costa mediterrània; Taba, situada al sud, prop d'Eilat i, per tant, el costat de la frontera amb Israel, i Xarm al xeic, un important centre turístic a la costa de la mar Roja. Al-Tur o el-Tor (al golf de Suez) serveix de capital a la província del sud, i ja abans havia estat temporalment centre administratiu com també Nakhl (al centre de la península).
La península té dues parts ben diferenciades: el desert sorrenc al nord, i les muntanyes del sud, amb cims que superen els 2.000 m. Les muntanyes més importants són el Djebel Katarina, amb 2.642 m i el Mont Sinaí, amb 2.285 m, la muntanya on, segons l'Antic Testament, Moisès va rebre les Taules de la Llei amb els Deu Manaments. Als peus del primer hi ha el Monestir de Santa Caterina fundat el 530, segurament el monestir cristià més antic del món encara existent i que ha estat ocupat sense interrupció.

### Clima
El Sinaí és una de les províncies més fredes d'Egipte per les seves altituds elevades i les seves topografies muntanyoses. Les temperatures d'hivern a algunes de les ciutats i pobles del Sinaí arriben a -16 °C.

## Demografia

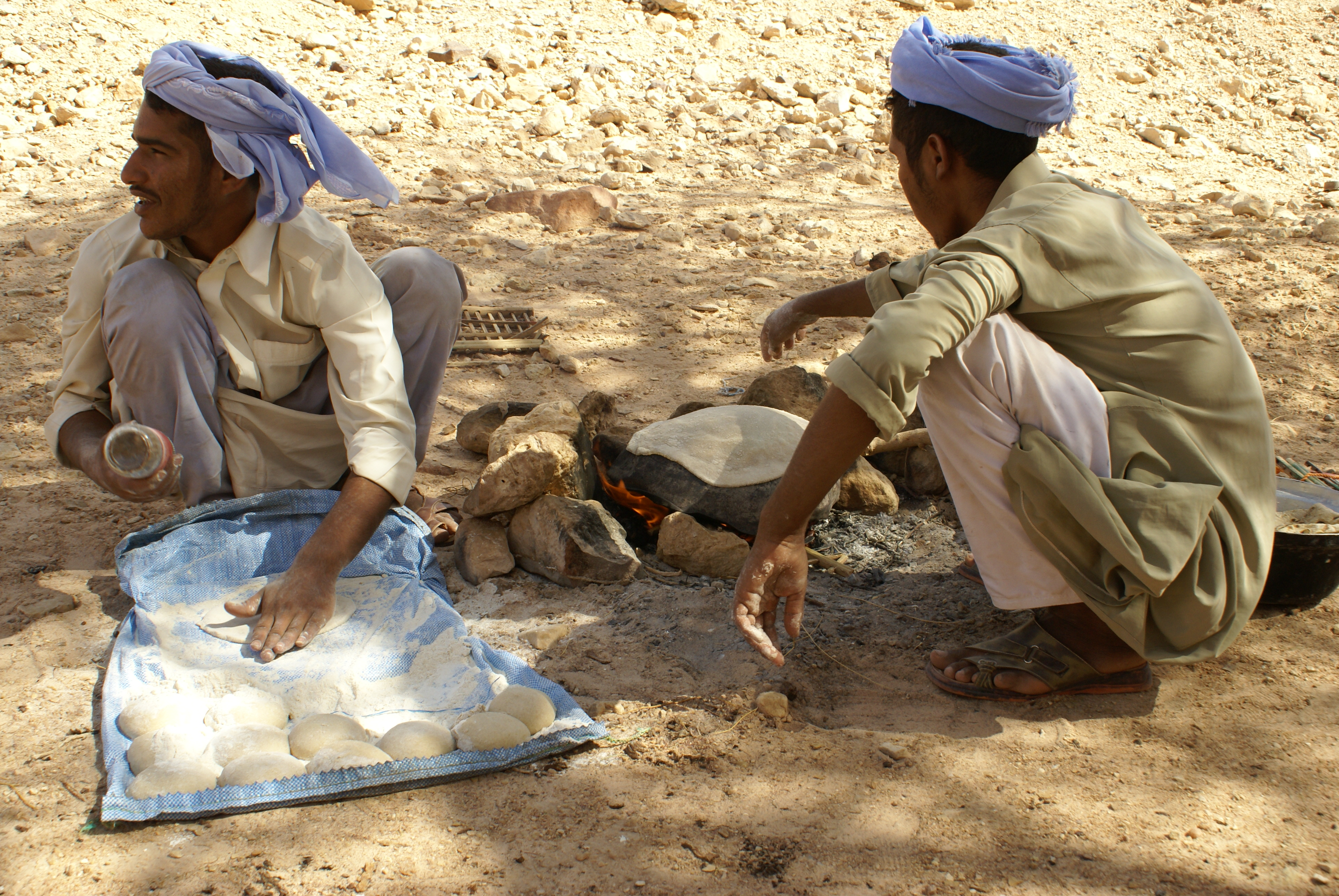
Dos joves beduïns fent pa al desert

La població del Sinaí ha estat formada principalment per beduïns que habiten el desert amb els seus vestits tradicionals acolorits i una cultura significativa. Un gran nombre d'egipcis de la vall i del delta del Nil es van traslladar a la zona per treballar en el turisme, però el desenvolupament va afectar negativament la població beduïna nativa. Per tal d'ajudar a alleujar els seus problemes, diverses ONG van començar a operar a la regió, inclosa la Makhad Trust, una organització benèfica del Regne Unit que ajuda els beduïns a desenvolupar uns ingressos sostenibles alhora que protegien l'entorn natural, el patrimoni i la cultura del Sinaí.

## Història

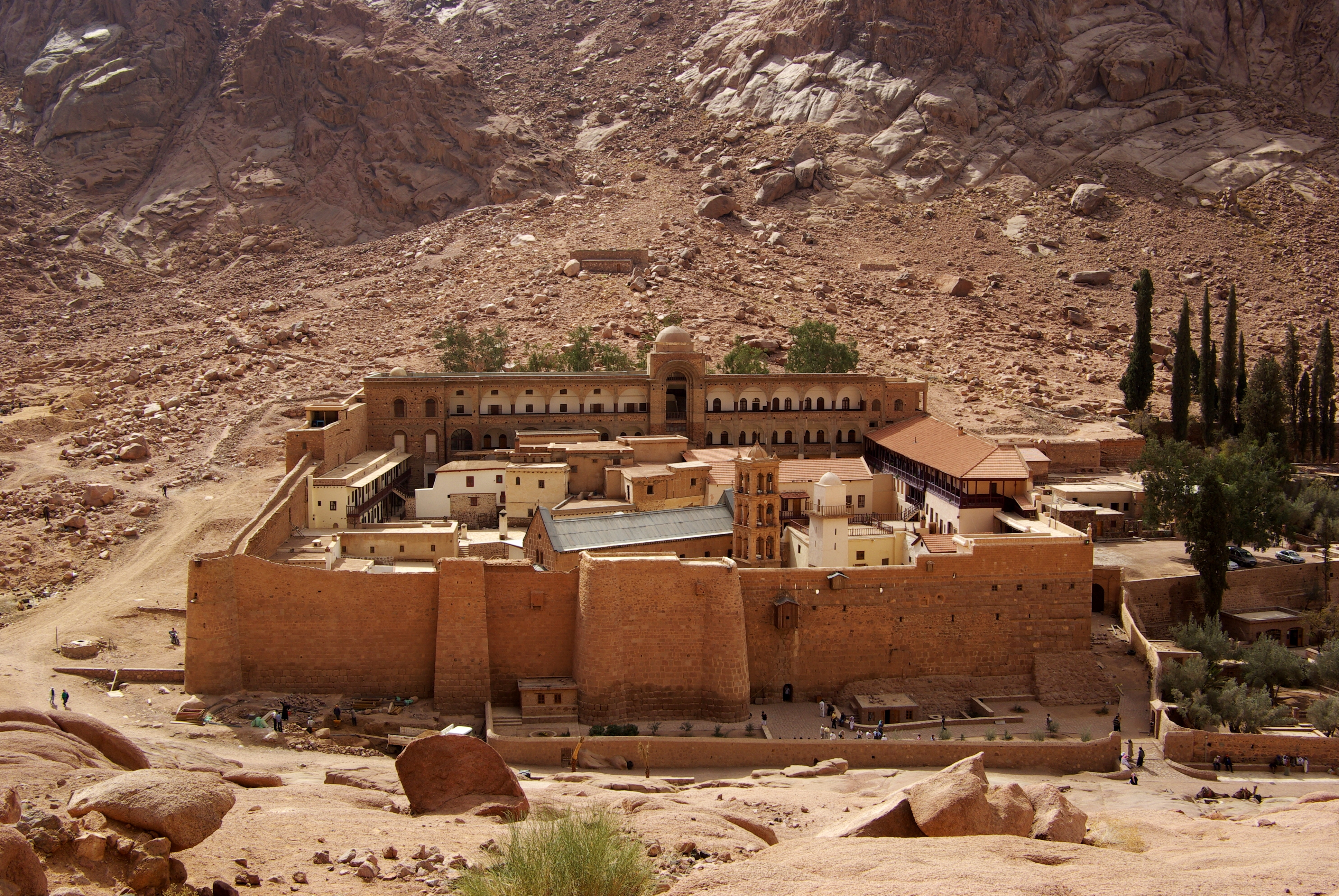
El monestir de Santa Caterina és el monestir cristià més antic del món i l’atracció turística més popular de la península.

Ocupada pels àrabs al segle vii, fou incorporada el 1517 a l'Imperi Otomà. A partir del 1831 entrà a formar part d’Egipte de resultes de la victòria d'Ibrahim Paixà sobre els turcs a Acre.
La població fins al final del segle xx estava formada principalment per beduïns de les tribus Sawalha, Ulaygat, Muzayna (que formen la confederació dels Tawara, a la part nord de la península), Suwarka, Tarabin, Tiyaha, Ahaywat i Bayadiyyin (totes aquestes a la part sud), procedents de la península aràbiga als segles xv i xv; les seves terres ja estaven delimitades el 1807 quan el territori fou visitat per Seetzen, i la pau regnava entre els beduïns; només hi va haver algun conflicte al segle xix al Nègueb, en el que algunes tribus del Sinaí van participar. Al segle xix la regió fou visitada per diversos europeus; entre les obres que es van escriure sobre la regió destaca la de Naum Shukayr, funcionari al servei dels britànics. Aquests governaren el Sinaí després del 1882; el 1884 la caravana de pelegrins del Caire a la Meca va fer el trajecte per darrer cop i el govern otomà va haver de reconèixer que el Sinaí era part d'Egipte; la frontera oriental fou delimitada el 1906.
A la I Guerra Mundial les tropes otomanes van ocupar la península i les forces de Djemal Pasha van lliurar forts combats amb els britànics al nord de la península; els britànics foren derrotats a Gaza però el 1917 van poder avançar cap a Palestina sota el general Edmund Allenby. Entre guerres quasi tot el període en fou governador C. S. Jarvis, que va escriure llibres molt interessants sobre la regió. El 1946 es va crear el muhafaza (governadorat o governació) que fou centre d'operacions militars a les guerres de 1948, 1967 i 1982. El 1967 els israelians la van ocupar i la van conservar fins al 1982; en aquests anys els egipcis en van recuperar una part, però els israelians van creuar a l'altre costat del canal. Els acords de Camp David (17 de setembre de 1978) establiren la restitució per etapes a Egipte de la península del Sinaí, cosa que s’acomplí entre el 1979 i el 1982. Fou llavors quan es va començar a desenvolupar el turisme: es van fer carreteres i complexos hotelers especialment a Xarm al-Xeic i els beduïns es van començar a sedentaritzar; també es van construir nous pobles per repobladors egipcis; els beduïns, bona part dels quals van deixar de ser-ho, són ara una minoria exòtica.